# René Froger
René Froger   (Amsterdam, 5 de novembre de 1960) és un cantant neerlandès. Les lletres de cançons de la majoria dels seus discs són en anglès.
Va néixer com a fill d'un taverner al barri del Jordaan a Amsterdam. Va ser a la taverna «Bolle Jan» dels pares, Jan Froger i Janna Alberdina van Es, coneguda com a Mien Froger, on va començar la seva carrera de cantant, acompanyant Jan & Mien, el nom del duo musical parental. El 2009, poca abans el festival Eurovisió, va perdre ambdós pares amb poques setmanes d'interval, el que va marcar-lo fortament.

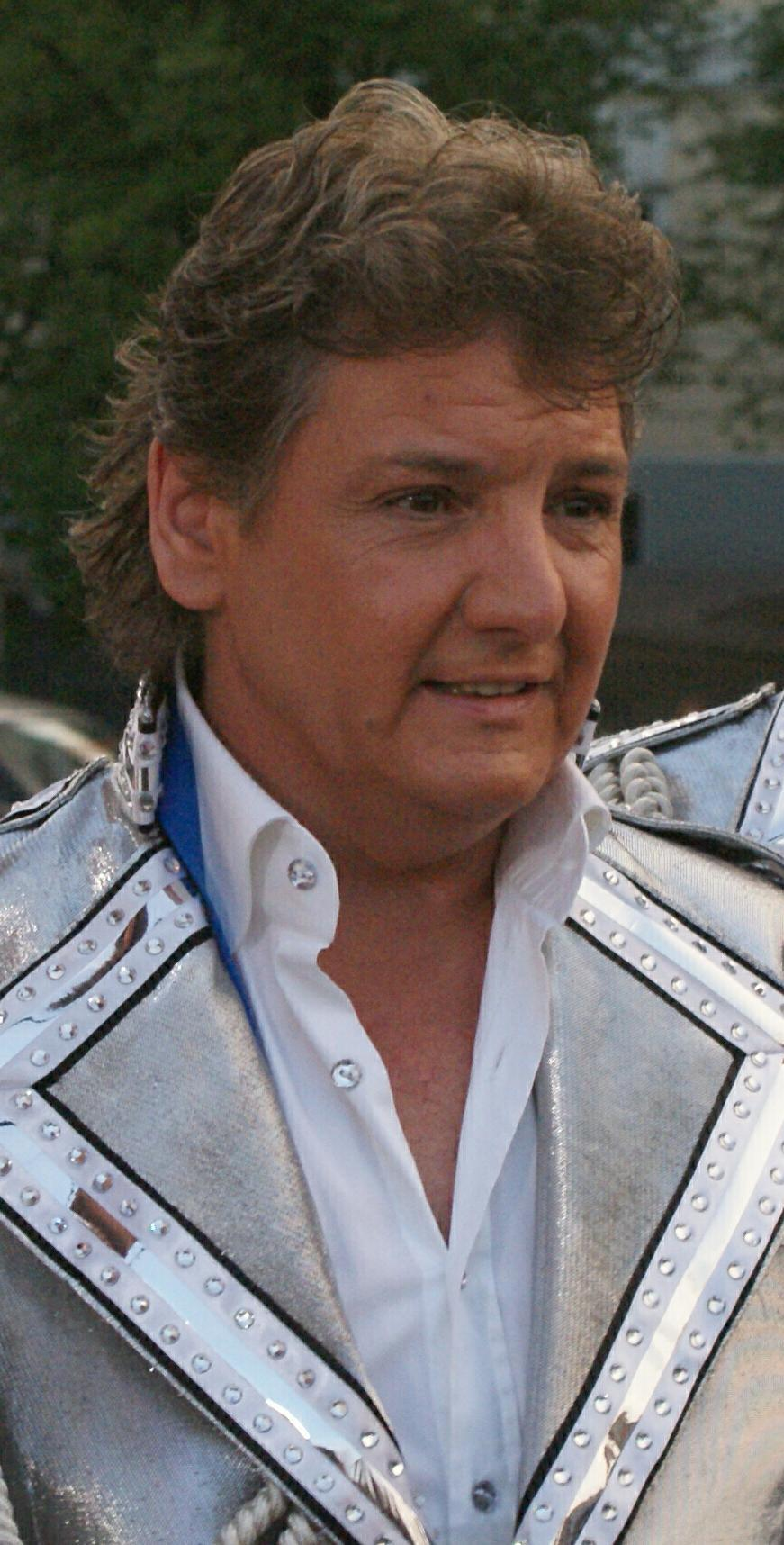
René Froger (2009)

Un primer succés va ser el 1988 amb una versió de «Winter in America» de Doug Ashdown. Un any més tard, el seu avenç definitiu va arribar amb la cançó «Alles Kan Een Mens Gelukkig Maken» (‘Qualsevol cosa un pot fer feliç’), més coneguda com «Een eigen huis» (‘Una casa pròpia’). Va ser escrita per Henk Temming i Henk Westbroek i és una de les poques cançons que canta en neerlandès.
El 1994 va guanyar el Gouden Harp, un premi prestigiós de la cançó lleugera neerlandesa.

## Discografia
- Happy Christmas
- Doe Maar Gewoon (en neerlandès)
- The Ballads
- Who Dares Wins
- You're my Everything
- Pure
- I Don't break easy
- Matters of the Heart
- Midnight man